# Indische Nasenplastik
Die Indische Nasenplastik ist eine alte  plastische Operationstechnik zur Wiederherstellung der Nase und damit eine frühe Form der Rhinoplastik.
Der Ursprung der Operation liegt im vorchristlichen Indien, wo manche Verbrechen durch Abschneiden der Nase, der Ohren und der Lippen bestraft wurden. Bei der etwa  400 v. Chr. erstmals beschriebenen Indischen Methode wird zum Ersatz der Nase ein Schwenklappen aus der Stirn gebildet. Um die Mitte des 15. Jahrhunderts verbreitet sich die Methode von Sizilien, wo sie von der Wundarztfamilie Branca weiterentwickelt wurde, bis nach Kalabrien, um mit dem Ende des 16. Jahrhunderts wieder in Vergessenheit zu geraten.
Etwa zur gleichen Zeit beschrieb Gasparo Tagliacozzi in Bologna eine andere Operationsmethode: Das Charakteristische dieser Italienischen oder Tagliacozzischen Methode ist die Bildung des Ersatzlappens aus der Haut des Arms.

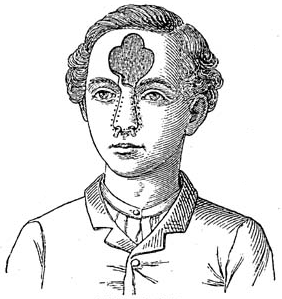
Historische Darstellung der Rhinoplastik; Meyers Konversationslexikon (1885–90)

Tagliacozzis Operation wurde von den meisten Ärzten seiner Zeit als unausführbar bezeichnet und geriet später in Vergessenheit. Die Indische Methode hingegen wurde fortentwickelt und zu Beginn des 19. Jahrhunderts mit Erfolg von Joseph Constantine Carpue in England angewandt. Am 23. Oktober 1814 führte er am St George’s Hospital in London seine erste Schönheitsoperation durch, und damit die erste Rhinoplastik durch Transplantation in Europa. In Deutschland operierte Karl Ferdinand von Gräfe nach der Italienischen, später auch nach der Indischen Methode.
Der Erfolg der Indischen Methode beruht darauf, dass der von der Stirn zum Mittelgesicht geschwenkte Hautlappen zunächst über mehrere Wochen  über einen breiten Gewebestiel mit dem Spenderbereich verbunden bleibt. Erst wenn neu einwachsende Blutgefäße aus dem Empfängergewebe die Ernährung der Haut übernommen haben, wird der Gewebestiel zur Stirn abgetrennt.